# Comigel
Comigel (Cookup Solutions) est une entreprise française, basée à Metz et spécialisée dans la fabrication de plats surgelés à marque de distributeur.

## Création
Fondée en 1972 au Luxembourg, Comigel a installé son siège social à Metz en 1976. Après avoir été la propriété du groupe britannique Perkins Food Holding Ltd à partir de 1991, la société est majoritairement détenue par l'investisseur Céréa Capital depuis 2007,.

## Position
Après le rachat d’Atlantique Alimentaire en 2010, entreprise de La Rochelle qui emploie 240 personnes, le chiffre d’affaires de Comigel a atteint les cent millions d’euros pour une production annuelle de 30 000 tonnes de plats tout-préparés.
Dans l’usine Tavola de Capellen au Luxembourg, deux cents employés fabriquent 16 000 tonnes de plats qui sont ensuite fournis à des marques (Findus ou Tesco au Royaume-Uni) mais aussi à des distributeurs comme Auchan, Casino, Carrefour, Monoprix, Picard, Système U ou Cora.
Par ailleurs, Comigel produit des plats destinés à la restauration collective (restaurants scolaires, hôpitaux, etc.).

## Scandale de la viande de cheval
En février 2013, des lasagnes produites par Comigel au Luxembourg pour les sociétés Aldi et Findus et distribuées en Grande-Bretagne présentaient, selon les analyses de la Food Standards Agency (FSA), de fortes proportions — parfois 100 % — de viande de cheval au lieu du bœuf comme indiqué sur leurs étiquettes.
Comigel indique alors que le producteur de viande responsable serait la firme française Spanghero détenue par le groupe coopératif Lur Berri. Aussitôt après, Findus retire les produits visés des linéaires. Par ailleurs, le groupe suédois informe du retrait des plats de lasagnes mis en cause tout en prévoyant le remboursement de ceux-ci contre leur envoi par les consommateurs.
À son tour, la chaîne de supermarchés Aldi décide le retrait des plats de lasagnes et de spaghettis bolognaises fabriqués par Comigel après avoir effectué des tests indiquant que ces produits contiennent entre 30 % et 100 % de viande chevaline dans leur composition.
Le 14 février 2013, le ministre de la consommation Benoît Hamon et le ministre de l'Agriculture Stéphane Le Foll retirent, le temps de l'enquête, l'agrément sanitaire de Spanghero lequel, après diverses interventions locales et syndicales, est partiellement rétabli quelques jours plus tard.
L'entreprise a changé de nom en 2014, elle s'appelle désormais « Cookup Solutions ».